# Judgment Day 2003
Judgment Day 2003 was een pay-per-viewevenement in het professioneel worstelen geproduceerd door World Wrestling Entertainment (WWE). Dit evenement was de vijfde editie van Judgment Day en vond plaats in de Charlotte Coliseum in Charlotte (North Carolina) op 18 mei 2003.

## Matchen
| Nr.                                                                          | Match | Winnaar(s)              |
| ---------------------------------------------------------------------------- | --- | ----------------------- |
| -                                                                            | Steven Richards vs. The Hurricane in een een-op-eenmatch | The Hurricane           |
| 1                                                                            | John Cena & The F.B.I. (met Nunzio) vs. Rhyno, Spanky & Chris Benoit in een 6-man tag team match                                                                     | John Cena & The F.B.I.  |
| 2                                                                            | La Résistance vs. Test & Scott Steiner (met Stacy Keibler) in een tag team match                                                                                     | La Résistance           |
| 3                                                                            | Team Angle (c) vs. Eddie Guerrero & Tajiri in een tag team ladder match voor het WWE Tag Team Championship                                                           | Eddie Guerrero & Tajiri |
| 4                                                                            | Val Venis, Chris Jericho, Lance Storm, Test, Rob Van Dam, Kane, Goldust, Christian en Booker T in een battle royal voor het vacate WWE Intercontinental Championship | Christian (nc)          |
| 5                                                                            | Torrie Wilson vs. Sable in een Bikini contest met Tazz als "special emcee"                                                                                           | Torrie Wilson           |
| 6                                                                            | Roddy Piper (met Sean O'Haire) vs. Mr. America (met Zach Gowen) in een een-op-eenmatch                                                                               | Mr. America             |
| 7                                                                            | Triple H (c) vs. Kevin Nash in een een-op-eenmatch voor het World Heavyweight Championship                                                                           | Kevin Nash (nc)         |
| 8                                                                            | Jazz (c) (met Theodore Long) vs. Victoria (met Steven Richards) vs. Jacqueline vs. Trish Stratus in een Fatal Four-Way match voor het WWE Women's Championship       | Jazz                    |
| 9                                                                            | Brock Lesnar (c) vs. The Big Show in een Stretcher match voor het WWE Championship                                                                                   | Brock Lesnar            |
| (c) huidige kampioen voor en na de match \| (nc) nieuwe kampioen na de match | |                         |